# カンロ
カンロ株式会社（KANRO Co., Ltd.）は、東京都新宿区西新宿三丁目に本社を置き、飴を中心とした菓子の製造を事業の中核とする、日本の食品メーカー。キャッチフレーズは「ひと粒のメッセージ」。コーポレート・スローガンは「糖から未来をつくる。／Sweeten the Future」。

## 概要
宮本製菓所として大正時代に創業。「宮本のドロップス」や「宮本の生玉」により山口県では有数なキャンディメーカーであった。第二次世界大戦後に宮本製菓株式会社を設立。昭和35年に「カンロ飴」のヒットにより社名をカンロ株式会社に変更する。カンロ飴の隠し味は「しょうゆ」で、セロハン紙で個別包装されたキャンディとしては日本初である。
1980年代より「のど飴」「グミ」へ製品の幅を広げる。売上の大部分が飴菓子のキャンディ専業メーカーである。三菱商事の持分法適用会社で、売上高構成比96.1%を占める最大の取引先でもある。
社名は、サンスクリット語のアムリタ（甘露）に由来する。甘露とは天から降る甘い露であり不老不死の薬の意味もある。子供たちに親しまれるよう、カタカナ表記の「カンロ」とした。

## 沿革
- 1912年（大正元年）11月10日 - 創業者の宮本政一が山口県熊毛郡島田村（現在の光市）にて個人経営による「宮本製菓所」を創業[3]。
- 1950年（昭和25年） - 株式会社に改組し、資本金100万円で「宮本製菓株式会社」を設立。
- 1954年（昭和29年） - 山口県内で「カンロ玉」の販売を開始[4]。
- 1955年（昭和30年） - 「カンロ玉」を機械で個別包装にし「カンロ飴」として販売を開始[4][5]。
- 1957年（昭和32年） - 東京での「カンロ飴」販売を開始[4][5]。
- 1959年（昭和34年） - 長野県松本市に松本工場を新設。
- 1960年（昭和35年） - 商号を「カンロ株式会社」に変更。
- 1962年（昭和37年）
  - 本社を東京都豊島区に移転。
  - 東京証券取引所市場第2部に株式を上場。
- 1963年（昭和38年） - 本社を東京都中野区新井に移転。
- 1970年（昭和45年） - 日本万国博覧会（大阪万博）菓子展示会出展。
- 1972年（昭和47年） - 光市に子会社の光製菓株式会社を設立[注釈 1][3]。
- 1973年（昭和48年） - 三菱商事と販売総代理店契約を締結。
- 1977年（昭和52年） - CI導入。新社章ロゴマーク（2017年まで使用）を制定。
- 1981年（昭和56年） - 「健康のど飴」の販売を開始[4]。
- 1988年（昭和63年） - 本社を東京都新宿区に移転。
- 1997年（平成9年） - 中国・汕頭市に合弁会社「甘楽四洲食品有限公司」を設立。
- 1998年（平成10年） - 本社を東京都中野区新井二丁目10番11号に移転。
- 2003年（平成14年） - 本社・営業所がISO 14001認証取得。
- 2010年（平成22年） - 長野県東筑摩郡朝日村に朝日工場を新設。（2025年10月、増築工事に着工し2027年7月から稼働[6]）
- 2012年（平成24年）
  - 創業100周年。
  - アーモンドスウィーツクランチ キャンディ2012年度モンドセレクション金賞受賞。
  - 初の直営店「ヒトツブ カンロ」を東京駅にオープン。
- 2017年（平成29年）11月14日 - CIを40年ぶりに刷新。同時にコーポレート・スローガン「糖から未来をつくる。／Sweeten the Future」が制定された[注釈 2]。
- 2018年（平成30年）
  - 2月 - 本社を新宿区西新宿三丁目の東京オペラシティに移転。
  - 7月 - 子会社のひかり製菓株式会社を吸収合併。
- 2021年（令和3年） - 令和2年度「新・ダイバーシティ経営企業 100選」選定[7]。
- 2022年（令和4年） - 全社パーパス「Sweeten the Future　心がひとつぶ、おおきくなる。」制定[8]。

### 事業所
本社
- 東京都新宿区西新宿3-20-2 東京オペラシティビル37階

R&D 豊洲研究所
- 東京都江東区枝川2-20-12

工場
- ひかり工場（山口県光市小周防高尾568）
- 松本工場（長野県松本市笹賀6002-4）
- 朝日工場（長野県東筑摩郡朝日村大字古見字柳久保2216-1）

支店・営業所
- 北海道支店（北海道札幌市中央区北2条西13-1-1 K2ビル1階）
- 東北支店（宮城県仙台市太白区長町8-11-20 高橋ビルI 2階）
- 首都圏東支店（東京都豊島区池袋2-14-2 池袋二丁目ビルディング5階）
- 首都圏西支店（東京都町田市原町田6-27-19 町田平本ビル3階B号室）
- 中部北陸支店（愛知県名古屋市中区錦2-3-4 名古屋錦フロントタワー3階302）
- 関西支店（大阪府大阪市中央区城見1-4-70 住友生命OBPプラザビル12階）
- 中国支店（広島県広島市西区天満町19-7 クリエイトビル2F）
- 九州支店（福岡県福岡市南区向新町2-9-27）
- 営業所（長野県松本市、石川県野々市市、香川県高松市にそれぞれ所在）

## 主な商品
- カンロ飴 - 砂糖と水飴に醤油を配合した飴。
- 健康梅のど飴
- 金のミルクキャンディ
- ピュレグミ
- ノンシュガー珈琲茶館
- もりもり山のくだもの飴
- ノンシュガー果実のど飴
- ノンシュガースーパーメントールのど飴
- ボイスケアのど飴
- ナッツボン - ピーナッツのクラッシュを加えたキャンディ
- メゾン・ド・コンフィズリー
- カンデミーナグミ
- まるごとおいしい干し梅
- 海苔と紀州梅のはさみ焼き
- プチポリ納豆
- 健康のど飴たたかうプラズマ乳酸菌iMUSE[9]

### 過去の商品
- カティサーク - 紅茶味のキャンディ
- カルピスキャンディ - 2012年にカルピス株式会社がアサヒグループホールディングスの傘下になったことによりライセンス契約終了[注釈 3]。
- 100%グミ
- ブランデーソフトキャンデー

## 提供番組
- 海底人8823（フジテレビ系列、一社提供）
- 紅白スタージェスチャー（フジテレビ系列、一社提供）
- まんが世界昔ばなし（TBS系列）
- カンロカムカムショー（日本テレビ系列、一社提供）
- 新婚さんいらっしゃい!（朝日放送系列、1990年代の一時期）
- そろそろにちようチャップリン （テレビ東京系列、一社提供、カラー表示）

## カンロお口の童話えいが会
昭和50年代に、全国各地で「カンロお口の童話えいが会」を開催し多くの子供達から好評を得ていた。スーパーマーケットなどでカンロ製品の購入者に入場券を配布し、当時流行していたアニメ作品などを上映していた。

## 広報活動
- サントリー1万人の第九 - 2015年度からの協賛スポンサーの一社。
- レノファ山口FC - 山口県にある日本プロサッカーリーグ（Jリーグ）クラブ。同社が2017年からスポンサー。

## メディア放送・掲載
- 2017年2月26日 Story 〜長寿企業の知恵〜 #004 カンロ株式会社 12代目 三須和泰（Abema）[10]
- 2020年10月29日 日経スペシャル カンブリア宮殿 万能調味料から特保まで 小さな一粒から無限のビジネス展開（テレビ東京）- カンロ 社長 三須和泰出演 [11]
- 2022年5月6日 日経スペシャル ガイアの夜明け 合言葉は…もう捨てない!!（テレビ東京）[12]